# 贝克喜盐草
贝克喜盐草（学名：Halophila beccarii）为水鳖科喜盐草属下的一个种。

## 扩展阅读
- 維基物種上的相關：贝克喜盐草